# Der Lockvogel
Der Lockvogel ist ein französischer Kriminalfilm von Bertrand Tavernier aus dem Jahr 1995.

## Handlung
Nathalie ist 18 Jahre alt und lebt mit ihrem Freund Eric und dem gemeinsamen Bekannten Bruno in einer kleinen Wohnung, die ihre Mutter bezahlt. Sie arbeitet als Verkäuferin im Modegeschäft von Erics Vater. Nathalie träumt von einer Karriere als Model oder Schauspielerin und knüpft dafür seit längerer Zeit Kontakte zu älteren Männern, die Verbindungen haben. Ihre Flirts blieben jedoch stets harmlos, auch wenn sie den Männern mehr in Aussicht stellt. Eric und Bruno sind arbeitslos, haben jedoch auch große Pläne, so wollen sie nach Amerika auswandern und dort mit einer eigenen Modekette viel Geld verdienen. Für den Start benötigen sie nach eigener Rechnung rund 10 Millionen Francs. Die Summe ist in weiter Ferne, zumal sich Erics Eltern weigern, ihren Sohn weiterhin finanziell zu unterstützen.
Eric und Bruno planen zunächst einen Banküberfall, haben dann jedoch einen anderen Plan. Nathalie führt über ihre reiche Bekanntschaft genau Buch. Sie soll zu den Männern nach Hause eingeladen werden, Eric und Bruno heimlich die Tür öffnen und so einen Überfall auf den Liebhaber ermöglichen. Unerkannt wollen Eric und Bruno dabei an den Tresor der Liebhaber gelangen. Der erste so geplante Überfall geht schief, weil das potenzielle Opfer Laurent in einem kameraüberwachten Haus lebt und die Tür mehrfach durch Codes gesichert ist. Auch weitere Männer kommen am Tattag nicht als Opfer infrage, leben sie doch stets gesichert. Schriftsteller Antoine wird überfallen, doch hat er kaum Bargeld bei sich und ist auch nicht vermögend. Weil Bruno und Eric als Einschüchterung behaupten, sie hätten Antoines Geliebte Nathalie umgebracht, töten sie am Ende Antoine, damit er die Lüge nicht entlarven kann. Nathalie hört die Schreie Antoines im Nebenzimmer. Die kaum mehr als 2000 erbeuteten Francs sind durch Erics Freigiebigkeit in kürzester Zeit aufgebraucht. Immer öfter kommt es zum Streit zwischen dem Trio und Nathalie zieht kurzzeitig zu ihrer Mutter. Weihnachten steht bevor und Nathalie wird bald für zehn Tage zu ihrem Vater nach Marseille fliegen.
Als nächstes Opfer hat sich das Trio den Anwalt Alain ausgewählt. Ein erster Überfallversuch geht schief, weil die Tür mit einem Riegel gesichert ist. Ein zweiter Überfall jedoch gelingt. Es stellt sich heraus, dass Alain in Wirklichkeit hochverschuldet ist. Weil Eric und Bruno sowieso planten, Alain zu töten, haben sie keine Strumpfmasken übergezogen. Eric erweist sich jedoch als unfähig, Alain zu erschießen, zumal der ihm von seinem kleinen Sohn erzählt und festgestellt hat, dass Eric wohl wie er Jude ist. Am Ende töten beide Alain mit einem Brieföffner. Nathalie hat da die Wohnung bereits verlassen und ist aus Langeweile zu ihrer Mutter gegangen. Neben 6000 Francs nehmen Eric und Bruno am Ende auch die Weihnachtsgeschenke Alains mit, die sie untereinander aufteilen.
Der Verdacht der Polizei fällt bald auf Nathalie, wissen die Ermittler doch, dass beide Männer vor ihrem Tod mit ihr verabredet waren. Sie bringen sie aufs Revier, behaupten jedoch nur, dass sie eine Aussage machen soll. Zunächst unbekümmert, bricht Nathalie unter den scharfen verbalen Angriffen des Chefermittlers zusammen. Sie meint, dass Eric und Bruno die Morde begangen hätten. Beide werden festgenommen. Nathalie unterschreibt ihr Geständnis, ohne es überhaupt zu lesen. Am Ende fragt sie, ob sie Weihnachten zu ihrem Vater reisen kann, habe sie doch jetzt alles gesagt und unterschrieben.

## Produktion
Der Lockvogel beruht laut Vorspann auf realen Ereignissen aus den 1980er-Jahren. Sie wurden im Roman L'appât von Morgan Sportès verarbeitet, auf dem der Film aufbaut. Der Film lief im Februar 1995 auf der Berlinale an und kam am 8. März 1995 in die französischen Kinos. Kinostart in Deutschland war am 18. Januar 1996. Im Jahr 2007 erschien der Film auf DVD.

## Kritik
Der film-dienst lobte Der Lockvogel als eine „mit hohem seelischem Einfühlungsvermögen, ausgezeichneten Darstellern und analytischer Schärfe nacherzählte wirkliche Begebenheit, die ein differenziertes Bild der Täter zeichnet und zu einem beunruhigenden Diskurs über eine Generation ohne moralische Werte ausweitet“.
Cinema nannte den Film eine „distanzierte Gewaltstudie“ und fasste zusammen: „Eine Tat und ein Film, die erschauern lassen“.
Regisseur Tavernier erzähle von den jugendlichen Tätern „mit einem scharfen, jagenden Realismus, der alle Kino-Krimi-Tricks wegfegt“, befand Der Spiegel.

## Auszeichnungen
Der Lockvogel gewann auf der Berlinale 1995 den Goldenen Bären. Im Jahr 1996 wurde der Film für zwei Césars nominiert: Olivier Sitruk erhielt eine Nominierung in der Kategorie Bester Nachwuchsdarsteller und Marie Gillain eine in der Kategorie Beste Nachwuchsdarstellerin.